# A History of Nomadic Behavior
A History of Nomadic Behavior è il sesto album in studio del gruppo musicale statunitense Eyehategod, pubblicato il 12 marzo 2021 da Century Media.

## Tracce
1. Built Beneath the Lies – 3:33
2. The Outer Banks – 2:31
3. Fake What's Yours – 3:38
4. Three Black Eyes – 2:27
5. Current Situation – 4:41
6. High Risk Trigger – 4:18
7. Anemic Robotic – 2:44
8. The Day Felt Wrong – 3:57
9. The Trial of Johnny Cancer – 4:25
10. Smoker's Piece – 1:11
11. Circle of Nerves – 3:47
12. Every Thing, Every Day – 4:42

- Tracce Bonus (Giappone)

1. Fake What's Yours (Instrumental) – 3:37
2. Everything, Everyday (Instrumental) – 4:04